# Piero Spinelli
Pour les articles homonymes, voir Spinelli.
Piero Spinelli, né le 1er avril 1948 à Carmignano (Toscane), est un coureur cycliste italien. Professionnel de 1971 à 1979, il a remporté la Coppa Sabatini,.

## Palmarès

### Palmarès amateur
- 1969
  - Coppa Ciuffenna
  - Coppa Bologna
- 1970
  - 2e du Gran Premio Comune di Cerreto Guidi

### Palmarès professionnel
- 1976
  - Coppa Sabatini

## Résultats sur les grands tours

### Tour d'Italie
7 participations
- 1972 : 69e
- 1973 : 77e
- 1974 : 91e
- 1976 : 77e
- 1977 : 95e
- 1978 : 60e
- 1979 : 102e